# مورييل باربيري

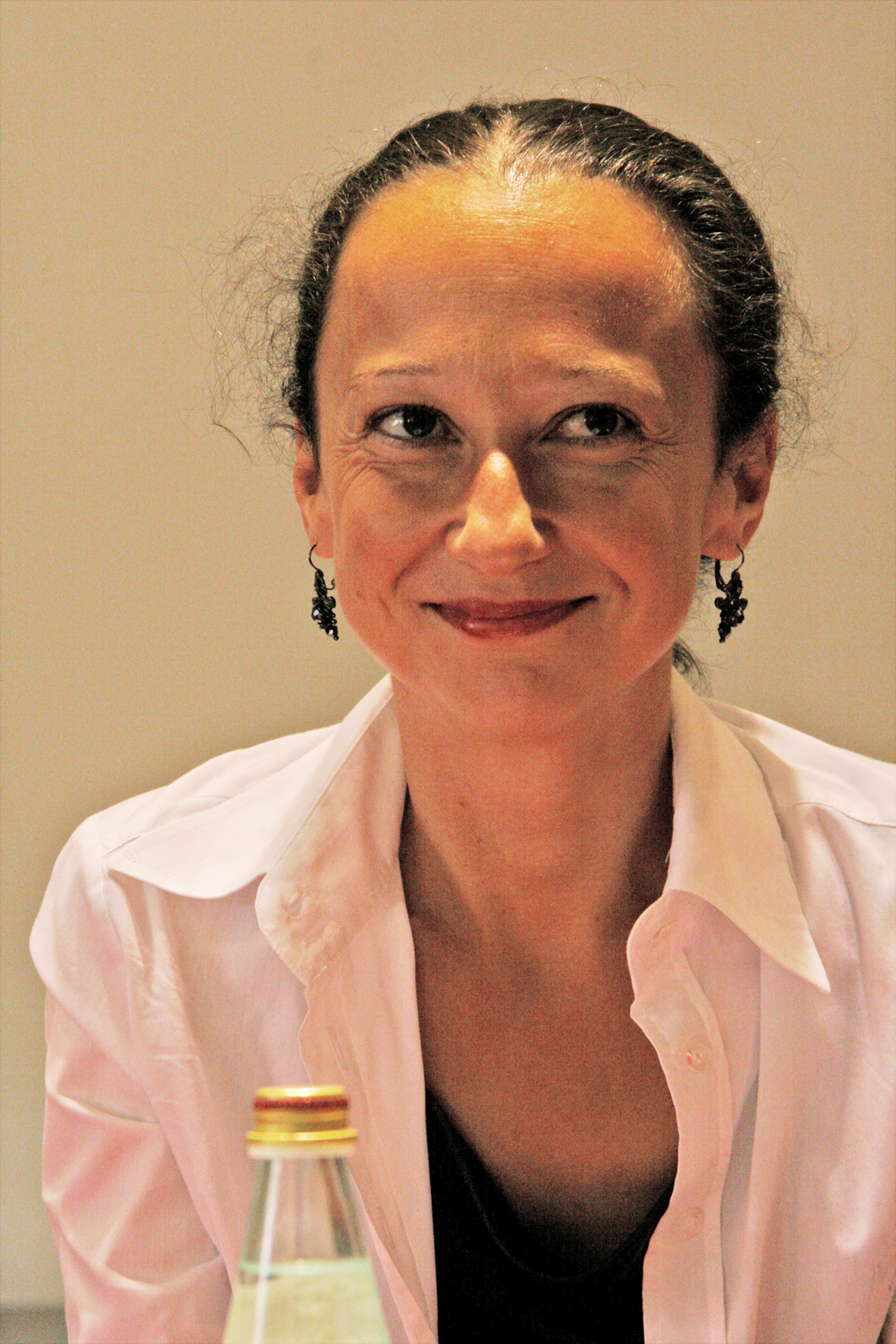
موريل باربيري

مورييل باربيري (بالفرنسية: Muriel Barbery)‏ روائية فرنسية، ولدت في ال28 من مايو عام 1969 بالدار البيضاء، المغرب.

## السيرة الذاتية
كانت طالبة بالمدرسة العليا العادية للآداب والعلوم الإنسانية في فونتيناي سان كلود وأيضا متسابقة في منافسات الفلسفة لعام 1993 .
باشرت عملها في جامعة بورغوني، فرنسا، ثم قامت بالتدريس في جامعة سانت لو. تاركة ورائها وظيفتها كأستاذة فلسفة بالهيئة الجامعية لإعداد المدرسين.
انتقلت " مورييل " للعيش عاميين ب"كيوتو اليابانية، وبالأخص في الفيلا كوجوياما وهي تابعة للمركز الثقافى الفرنسى في اليابان، رغبة منها في الابتعاد عن ضغط وسائل الاعلام.
عادت بعد ذلك إلى أوروبا لتستقر بأمستردام وبعدها استقرت ب" توريين، فرنسا، وهناك تطلقت من زوجها السابق "ستيفان باربيرى " لتتزوج من آخر

## الأعمال
- 2000 «النهم» une gourmandise إصدار دار جاليمار للنشر9)
- 2006"أناقة القنفد" l'elegance du herisson " إصدار دار جاليمار للنشر، إعادة النشر عام 2007
- 2015 حياة الجنى La Vie des elfes إصدار دار جاليمار للنشر

## الجوائز
حصل «النهم» على
- جائزة أفضل كتاب أدب عام 2000
- جائزة باشوس بى إس إن Baschuss BSN عام 2001

حصل «أناقة القنفد» على
- جائزة جورج براسن عام 2006
- جائزة روتارى انترناشونال عام 2007
- جائزة الأدباء عام 2007
- جائزة الثقافة والمكتبات للجميع عام 2007
- جائزة Vivre Livre des Lecteurs de Val d'Isère عام 2007
- جائزة l'Armitière عام 2007
- جائزة Au fil de mars عام 2007
- جائزة littéraire de la Ville de Caen عام 2007

## روابط خارجية
- مورييل باربيري على موقع IMDb (الإنجليزية)
- مورييل باربيري على موقع ألو سيني (الفرنسية)
- مورييل باربيري على موقع ميوزك برينز (الإنجليزية)
- مورييل باربيري على موقع قاعدة بيانات الفيلم (الإنجليزية)